# Вітольдзін
Вітольдзін (пол. Witoldzin) — село в Польщі, у гміні Шамотули Шамотульського повіту Великопольського воєводства.
Населення — 171 особа (2011).
У 1975-1998 роках село належало до Познанського воєводства.

## Демографія
Демографічна структура станом на 31 березня 2011 року:
|          | Загалом | Допрацездатний вік | Працездатний вік | Постпрацездатний вік |
| -------- | ------- | ------------------ | ---------------- | -------------------- |
| Чоловіки | 82      | 20                 | 57               | 5                    |
| Жінки    | 89      | 16                 | 55               | 18                   |
| Разом    | 171     | 36                 | 112              | 23                   |